# Akebonobashi (métro de Tokyo)
Akebonobashi (曙橋駅, Akebonobashi-eki) est une station du métro de Tokyo sur la ligne Shinjuku dans l'arrondissement de Shinjuku à Tokyo. Elle est exploitée par le Bureau des Transports de la Métropole de Tokyo (Toei).

## Situation sur le réseau
La station Akebonobashi est située au point kilométrique (PK) 2,3 de la ligne Shinjuku.

## Histoire
La station a été inaugurée le 16 mars 1980.

## Services aux voyageurs

### Accès et accueil
La station est ouverte tous les jours.
En moyenne, 36 498 voyageurs ont fréquenté quotidiennement la station en 2015.

### Desserte
- Ligne Shinjuku :

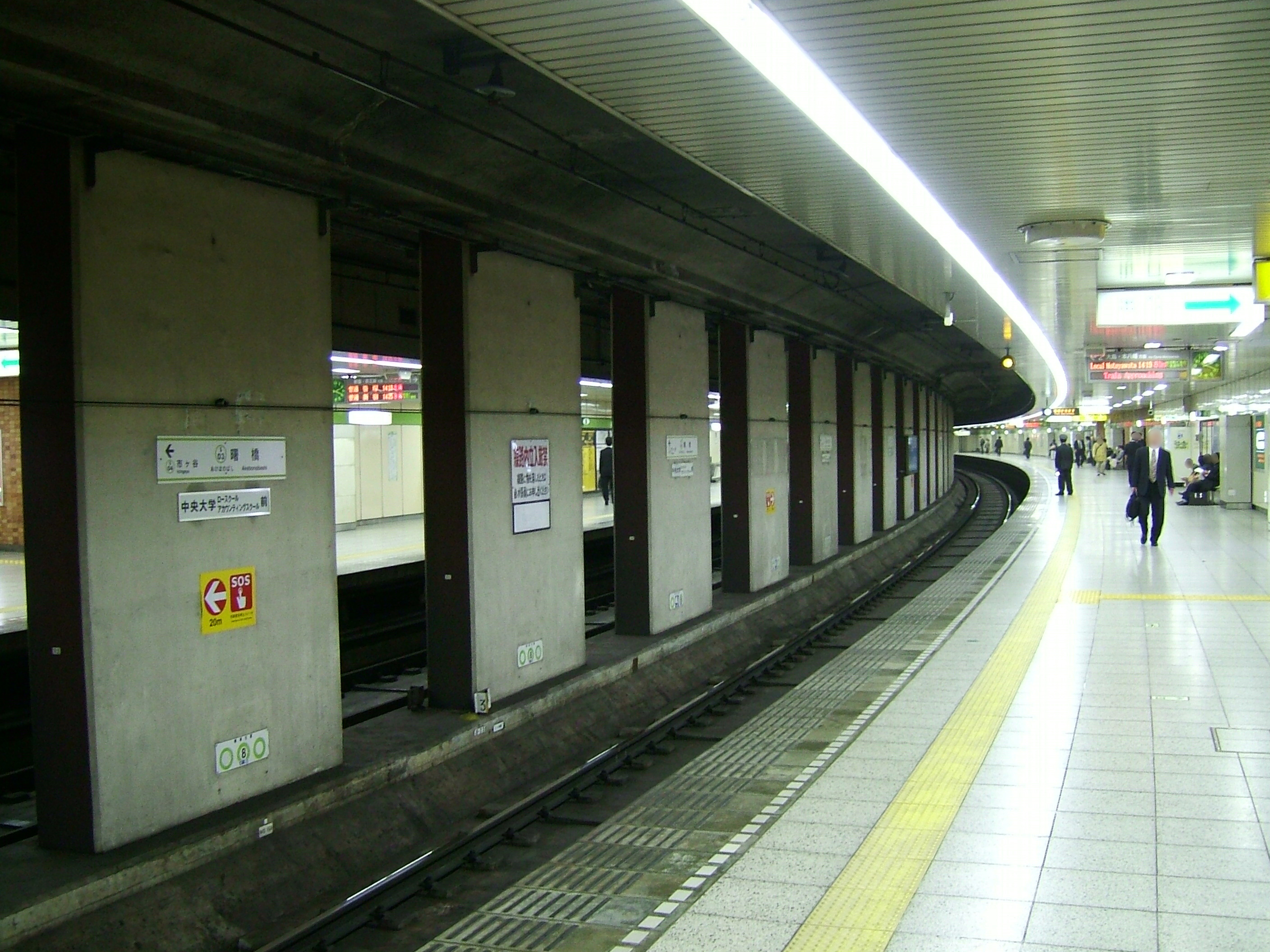
Les quais de la station.

  - voie 1 : direction Shinjuku (interconnexion avec la ligne nouvelle Keiō pour Hashimoto et Takaosanguchi)
  - voie 2 : direction Motoyawata

## À proximité
- Ministère de la Justice
- Université Chūō